# Camissonia bistorta
Camissonia bistorta es una especie de planta herbácea perteneciente a la familia Onagraceae. En inglés es conocida con los nombres comunes de  southern suncup y California suncup. Es originaria del sur de California y de Baja California, donde crece en varios tipos de comunidades vegetales a lo largo de la costa, en las colinas  y las cordilleras. 

## Descripción
Es una hierba anual o perenne, peluda que se extiende desde una roseta en la base, con tallos que alcanzan hasta los 80 centímetros de largo. Las hojas son lanceoladas a estrechas con forma de punta de flecha y dentadas, a veces, de 1 a 12 centímetros de longitud. Hacia el final de los tallos se encuentran las inflorescencias, con flores  con cuatro pétalos de color amarillo brillante, salpicado de rojo en sus bases. En el centro están los estambres y en la que resalta un casi esférico estigma. El fruto es una cápsula recta o ligeramente en espiral de hasta 4 centímetros de largo.

## Ecología
De esta planta se alimentan las larvas de las polillas Alypia ridingsii.